# 苯丙醛
苯丙醛（或称为氢化肉桂醛）是一种芳香醛，结构简式C6H5CH2CH2CHO，可看作是肉桂醛的碳碳双键氢化产物，常温常压下为无色液体，常用于许多机制研究。苯丙醛是许多有机合成路线的常用初始物质。